# Szerencs
Szerencs est une ville et une commune du comitat de Borsod-Abaúj-Zemplén en Hongrie.

## Personnages célèbres
- Anita Kulcsár (1976-2005), handballeuse hongroise.

## Villes jumelées
Szerencs est jumelée avec :
- Hesperange (Luxembourg). Le contrat de jumelage fut signé le 18 septembre 1997 à Szerencs et le 17 mai 2002 à Hesperange.